# Harbor View

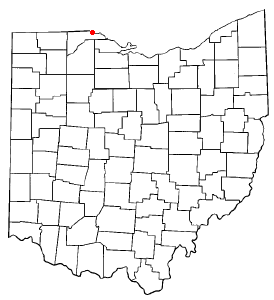
Harbor View na planie stanu Ohio

Harbor View – wieś w USA, w stanie Ohio, w hrabstwie Lucas.
W roku 2010, 23,6% mieszkańców było w wieku poniżej 18 lat, 6,5% było w wieku od 18 do 24 lat, 27,6% miało od 25 do 44 lat, 30% miało od 45 do 64 lat, 12,2% było w wieku 65 lat lub starszych. We wsi było 47,2% mężczyzn i 52,8% kobiet.
Liczba mieszkańców w 2010 roku wynosiła 123, a w roku 2012 wynosiła 122.